# Actumnus squamosus
Actumnus squamosus is een krabbensoort uit de familie van de Pilumnidae. De wetenschappelijke naam van de soort is voor het eerst geldig gepubliceerd in 1835 door De Haan.